# Sei Nazioni femminile 2020
Il Sei Nazioni femminile 2020 (in inglese 2020 Women's Six Nations Championship; in francese Tournoi des Six Nations féminin 2020) fu la 19ª edizione del torneo rugbistico che vede annualmente confrontarsi le Nazionali femminili di Francia, Galles, Inghilterra, Irlanda, Italia e Scozia, nonché la 25ª in assoluto considerando anche le edizioni dell'Home Championship e del Cinque Nazioni.
Iniziato il 2 febbraio 2020, il torneo, che originariamente avrebbe dovuto terminare il 15 marzo successivo, fu procrastinato fino al 1º novembre a causa delle sospensioni dell'attività dovute alla pandemia di COVID-19 in Europa: infatti solo 9 incontri su 15, ovvero tutti quelli delle prime due giornate, due della terza giornata e uno della quarta, si svolsero secondo calendario: Italia — Scozia, che avrebbe dovuto chiudere il terzo turno, fu rinviata sine die e così anche Irlanda — Italia e Scozia — Francia del quarto; a seguire, l'intera quinta giornata fu rinviata.
Nonostante la ricalendarizzazione degli eventi rinviati, tuttavia, solo all'Inghilterra fu possibile disputare tutti e cinque gli incontri del torneo, chiuso con la conquista del suo quindicesimo Grande Slam e della sedicesima, in assoluto, vittoria: a Parma, infatti, nel recupero dell'ultima giornata, le inglesi batterono 54-0 l'Italia suggellando quindi il loro percorso netto nel torneo 2020.
Degli altri rimanenti 5 incontri, furono recuperati soltanto quello tra Irlanda e Italia a Dublino, vinto 21 a 7 dalle atlete di casa, e quello tra Scozia e Francia a Glasgow che, terminato 13 pari, fu quello che diede all'Inghilterra la matematica certezza della vittoria del torneo ancor prima di giocare contro l'Italia.
Italia — Scozia, Galles — Scozia e Francia — Irlanda furono ricalendarizzate una terza volta a dicembre dopo che a fine ottobre non fu possibile disputarle per via delle troppe giocatrici risultate positive al virus Covid, ma il comitato del Sei Nazioni decise infine di annullarle in quanto non più decisive per la classifica finale; per effetto di ciò Francia, Galles e Italia terminarono il torneo con quattro incontri disputati su cinque mentre la Scozia solo con tre su cinque.

## Risultati

### 1ª giornata
| Arbitro: | Aimee Barrett-Theron |

|                      |      |                                   |
| Sansus 24’           | mt   | 8’ Dow 18’ Fleetwood 61’ Scarratt |
| Trémoulière 24’      | tr   | 18’, 61’ Scarratt                 |
| Trémoulière 35’, 75’ | c.p. |                                   |

| Arbitro: | Aurélie Groizeleau |

|                                   |      |                           |
| Moloney 9’ Naoupu 15’ Parsons 66’ | mt   | 40+1’ Thomson 75’ Wassell |
|                                   | tr   | 40+1’ Nelson 75’ Skeldon  |
| Murphy 4’                         | c.p. |                           |

| Arbitro: | Sara Cox |

|                           |      |                                       |
| H. Jones 37’ K. Jones 64’ | mt   | 33’ Bettoni 54’ Magatti 59’ S. Stefan |
| Wilkins 37’               | tr   | 54’, 59’ Sillari                      |
| Wilkins 4’                | c.p. |                                       |

### 2ª giornata
| Arbitro: | Hollie Davidson |

|                                                               |      |                |
| Forlani 4’ Banet 16’, 32’ Annery 43’ tecnica 76’ Sansus 80+1’ | mt   | 40+4’ Barattin |
| Trémoulière 4’, 16’, 32’, 43’ Bourdon 80+1’                   | tr   | 40+4’ Sillari  |
| Trémoulière 12’                                               | c.p. | 26’ Sillari    |

| Arbitro: | Clara Munarini |

|  |      |                                                                            |
|  | mt   | 3’ Bern 31’ Breach 36’, 55’ Dow 44’, 48’ E. Scott 63’ Hunter 76’ Macdonald |
|  | tr   | 3’, 36’, 48’, 63’, 76’ Scarratt                                            |
|  | c.p. | 18’ Scarratt                                                               |

| Arbitro: | Aimee Barrett-Theron |

|                                                             |    |                         |
| Parsons 16’ Moloney 26’ Delany 32’ Djougang 42’ tecnica 80’ | mt | 39’ Smyth 46’ Lillicrap |
| Keohane 26’, 42’                                            | tr | 46’ Wilkins             |

### 3ª giornata
| Arbitro: | Nikki O'Donnell |

|  |    |                                                                              |
|  | mt | 3’, 37’ Banet 30’, 51’ Sansus 47’ N’Diaye 63’ Ménager 67’ Annery 76’ Boudard |
|  | tr | 30’, 37’, 47’, 63’, 76’ Trémoulière                                          |

| Arbitro: | Hollie Davidson |

|                                                        |    |  |
| Hunter 4’ Dow 14’ Breach 27’ Fleetwood 40’ McKenna 59’ | mt |  |
| Scarratt 4’                                            | tr |  |

| Legnano 23 febbraio 2020, ore 18:10 UTC+1 Incontro annullato | Italia      | – referto | Scozia | Stadio Giovanni Mari\| Arbitro: \| Joy Neville \| |
| Arbitro:                                                     | Joy Neville |           |        |                                                   |

### 4ª giornata
| Arbitro: | Amber McLachlan |

| |    |             |
| Cleall 7’, 12’, 51’ Daley-McLean 28’ Fleetwood 39’ Millar-Mills 43’ Cokayne 56’ Aldcroft 66’ Botterman 71’ McKenna 79’ | mt | 63’ tecnica |
| Scarratt 7’, 12’, 39’, 43’, 51’, 56’, 66’, 71’                                                                         | tr |             |

| Arbitro: | Hollie Davidson |

|                                   |    |             |
| Peat 36’ Molloy 40+1’ tecnica 70’ | mt | 15’ Bettoni |
| Tyrrell 36’, 40+1’                | tr | 15’ Sillari |

| Arbitro: | Sara Cox |

|                 |      |                       |
| Shankland 73’   | mt   | 6’ N’Diaye 45’ Sochat |
| Nelson 75’      | tr   |                       |
| Nelson 11’, 64’ | c.p. | 22’ Trémoulière       |

### 5ª giornata
| Cardiff 15 marzo 2020, ore 13:10 UTC+0 Incontro annullato | Galles          | – referto | Scozia | Arms Park\| Arbitro: \| Rebecca Mahoney \| |
| Arbitro:                                                  | Rebecca Mahoney |           |        |                                            |

| Villeneuve-d'Ascq 15 marzo 2020, ore 16:35 UTC+1 Incontro annullato | Francia         | – referto | Irlanda | Stadium Lille Métropole\| Arbitro: \| Amber McLachlan \| |
| Arbitro:                                                            | Amber McLachlan |           |         |                                                          |

| Arbitro: | Aurélie Groizeleau |

|  |    |                                                                                         |
|  | mt | 4’ Kildunne 16’ Cleall 31’ Scarratt 36’ Ward 59’ Bern 69’ Breach 78’ Riley 80+2’ Packer |
|  | tr | 4’, 16’, 31’, 36’, 59’ Scarratt 78’, 80+2’ Harrison                                     |

## Classifica
| Pos | Squadra     | G | V | N | P | PF  | PS  | DP   | BMP | Pt |
| --- | ----------- | - | - | - | - | --- | --- | ---- | --- | -- |
| 1   | Inghilterra | 5 | 5 | 0 | 0 | 219 | 20  | +199 | 7   | 27 |
| 2   | Francia     | 4 | 2 | 1 | 1 | 121 | 42  | +79  | 3   | 13 |
| 3   | Irlanda     | 4 | 3 | 0 | 1 | 70  | 60  | +10  | 1   | 13 |
| 4   | Italia      | 4 | 1 | 0 | 3 | 36  | 135 | −99  | 0   | 4  |
| 5   | Scozia      | 3 | 0 | 1 | 2 | 27  | 84  | −57  | 1   | 3  |
| 6   | Galles      | 4 | 0 | 0 | 4 | 34  | 166 | −132 | 1   | 1  |